# Matriz de Toeplitz
En el álgebra lineal, una matriz de Toeplitz, denominada así en honor a Otto Toeplitz, es una matriz cuadrada en la que los elementos de sus diagonales (de izquierda a derecha) son constantes . Una matriz de Toeplitz presenta la siguiente estructura:
{\displaystyle T={\begin{pmatrix}a&b&c&d&e\\f&a&b&c&d\\g&f&a&b&c\\h&g&f&a&b\\j&h&g&f&a\end{pmatrix}}}
En términos matemáticos:
{\displaystyle \forall \quad a_{i,j}\in T\to a_{i,j}=a_{i+1,j+1}}